# Srđan Gojković
Srđan Gojković Gile (Beograd, 8. travnja 1961.) jest srpski glazbenik. Osnivač je, pjevač i gitarist benda Električni orgazam.

## Biografija
Rođen je 08.04.1961. godine u Beogradu. Odrastao je na Zelenom vencu i Banovom brdu. Glazba mu je postala posebno zanimljiva pred kraj osnovne škole. S glazbom se više upoznao kroz zbirku ploča svog oca koji je radio na Radio Beogradu. Prve tri ploče koje su mu se svidjele bile su ploče Beatlesa, jedna kompilacija Rolling Stonesa i album Arethe Franklin.
U svom prvom bendu Hipnotisano pile, u trećem razredu srednje škole svirao je bubnjeve, išao je u 11. beogradsku gimnaziju. Ali nikada nisu službeno objavili pjesmu ili album. Godine 1980. osnovao je bend Električni orgazam. Bend je osnovan 13. siječnja 1980. godine, nakon koncerta grupe Leb i sol. U konobi "Mornar" grupu su osnovali Srđan Gojković Gile, Ljubomir Jovanović Jovec i orguljaš Ljubomir Đukić. Đukić je ubrzo skladao i prvu pjesmu pod nazivom "Konobar". Za kratko vrijeme postali su vrlo popularni, svirali su diljem Jugoslavije i u velikim gradovima - Beogradu, Zagrebu, Ljubljani, Rijeci i Novom Sadu. Početkom 1981. god. godine s beogradskim grupama Idoli i Šarlo akrobata snimili su zajednički album Paket aranžman na kojem su bili zastupljeni s pjesmama "Krokodili dolaze", "Zlatni papagaj" i "Vi". Paket aranžman se smatra jednim od najboljih i najvažnijih albuma tadašnje jugoslavenske rock scene koja je pokrenula novi val .
Skladao je instrumentalnu glazbu za filmove Kako je propao rokenrol (1989) i Crni bombarder (1992). Nakon albuma "Letim, sanjam, dišem" imali su najozbiljniju turneju u Jugoslaviji, ali je bend bio zasićen. Bili su pred prekidom, pa su odlučili zamrznuti grupni rad. Ubrzo je objavio solo album na kojem je Vlada Divljan svirao solo gitaru. Organizirao je bend koji je promovirao njegov solo album "Evo sada vidiš da može", bas je svirao Švaba, Divljan gitaru, a za bubnjevima je bio Srba, bubnjar Van Gogh. Kasnije je svirao u bendu Rimtutituki koji je nastao kao antiratni projekt tijekom jugoslavenskih ratova.
Radio je glazbu za djecu u suradnji s Ljubivojem Ršumovićem za kazalište " Boško Buha ", te je tako izašao album "Rokenrol za decu", a godinu dana kasnije i "Rokenrol bukvar". No, najpoznatija pjesma koju je Gojković napravio za Električni orgazam je "Igra rokenrol cela Jugoslavija" iz 1988. godine, koju je Srđan Dragojević upotrijebio u filmu Lijepa sela, lijepo gore (1996.). Do sada je s Električnim orgazmom, u više od 40 godina karijere, objavio 12 studijskih, 7 uživo i 3 kompilacijska albuma.

## Diskografija

### Električni orgazam

#### Singlice
- "Konobar" ( Jugoton, 1981. )
- "Dokolica / Dokolica verzija) " (Jugoton, 1982. )
- "Odijelo / Afrika" (Jugoton, 1982.)
- "Locomotion" (Jugoton, 1983. )
- "Kako kaže bubanj / Tetovirana devojka" (Jugoton, 1984. )

#### Albumi
- " Paket aranžman " [ Razni izvođači ] (Jugoton, 1981) - sudjelovanje
- " Električni orgazam " (Jugoton, 1981.)
- "Varšava '81" (Jugoton, 1981. / produženo reizdanje ) - uživo
- " Lišće pokriva Lisabon " (Jugoton, 1982.)
- "Les chansones populaires" (Jugoton, 1983.)
- " Kako bubanj kaže " (Jugoton, 1984.)
- " Distorzija " (Jugoton, 1986. )
- " Braćo i sestre " (Jugoton, 1987. ) - uživo
- " Letim, sanjam, dišem " ( PGP RTB, 1988. )
- "Seks, droga, nasilje i strah / Balkan horor rok" (PGP-RTB, 1992 ) - studio / uživo
- "Balkan horor rok 2 / Live ‎" (, 1993. ) - uživo
- "Zašto da ne!" (PGP-RTS, 1994. ) - dvostruko
- "Živo i akustično" (B92, 1996. ) - uživo ()
- „ A um bum (City records, 1999. )
- "Harmonajzer" ( PGP RTS, 2002.)
- „Breskve u teškom sirupu, vol. 1 "(Automatik, 2006. )
- "Novi val" (Automatik, 2007. ) - uživo
- To što vidiš to i jeste ”( 2010. )

### Filmska glazba (Srđan Gojković Gile)
- " Kako je propao rokenrol " [ Razni izvođači ] (PGP-RTB, 1989.) - sudjelovanje
- " Crni bombarder " [ Razni izvođači ] (ZAM, 1993.) - sudjelovanje

### Kompilacije
- "Najbolje pesme 1980-1988" (Jugoton, 1988)
- "Najbolje pesme" (PGP-RTS, 2002.)